# Kanton Charny Orée de Puisaye
Kanton Charny Orée de Puisaye ( voorheen Kanton Charny) is een kanton van het Franse departement Yonne. Het kanton maakt deel uit van de arrondissementen Auxerre en Sens. Het heeft een oppervlakte van 535.42 km² en telt 16.726 inwoners in 2018, dat is een dichtheid van 31 inwoners per km². 
 De naam van het kanton werd bij decreet van 24 februari 2021 aangepast aan de naam van de fusiegemeente die zijn hoofdplaats is.

## Gemeenten
Het kanton Charny omvatte tot 2014 de volgende gemeenten:
- Chambeugle
- Charny (hoofdplaats)
- Chêne-Arnoult
- Chevillon
- Dicy
- Fontenouilles
- Grandchamp
- La Ferté-Loupière
- Malicorne
- Marchais-Beton
- Perreux
- Prunoy
- Saint-Denis-sur-Ouanne
- Saint-Martin-sur-Ouanne
- Villefranche

Door de herindeling van de kantons bij decreet van 13 februari 2014, met uitwerking op 22 maart 2015, werden dat 38 gemeenten.

Op 1 januari 2016 werden:
- de gemeenten Chambeugle, Charny, Chêne-Arnoult, Chevillon, Dicy, Fontenouilles, Grandchamp, Malicorne, Marchais-Beton, Perreux, Prunoy, Saint-Denis-sur-Ouanne, Saint-Martin-sur-Ouanne en Villefranche samengevoegd tot de fusiegemeente (commune nouvelle) Charny Orée de Puisaye
- de gemeenten Saint-Romain-le-Preux en Sépeaux samengevoegd tot de fusiegemeente (commune nouvelle) Sépeaux-Saint Romain
- de gemeenten Guerchy, Laduz, Neuilly en Villemer samengevoegd tot de fusiegemeente (commune nouvelle) Valravillon
- de gemeenten Saint-Aubin-Château-Neuf en Saint-Martin-sur-Ocre samengevoegd tot de fusiegemeente (commune nouvelle) Le Val d'Ocre

en op 1 januari 2017
- de gemeenten Aillant-sur-Tholon, Champvallon, Villiers-sur-Tholon en Volgré samengevoegd tot de fusiegemeente (commune nouvelle) Montholon

Sindsdien omvat het kanton volgende 17 gemeenten:
- Chamvres
- Charny Orée de Puisaye (hoofdplaats)
- Chassy
- La Ferté-Loupière
- Fleury-la-Vallée
- Merry-la-Vallée
- Montholon
- Les Ormes
- Paroy-sur-Tholon
- Poilly-sur-Tholon
- Saint-Maurice-le-Vieil
- Saint-Maurice-Thizouaille
- Senan
- Sépeaux-Saint Romain
- Sommecaise
- Le Val d'Ocre
- Valravillon